# Maksym Butkewytsch

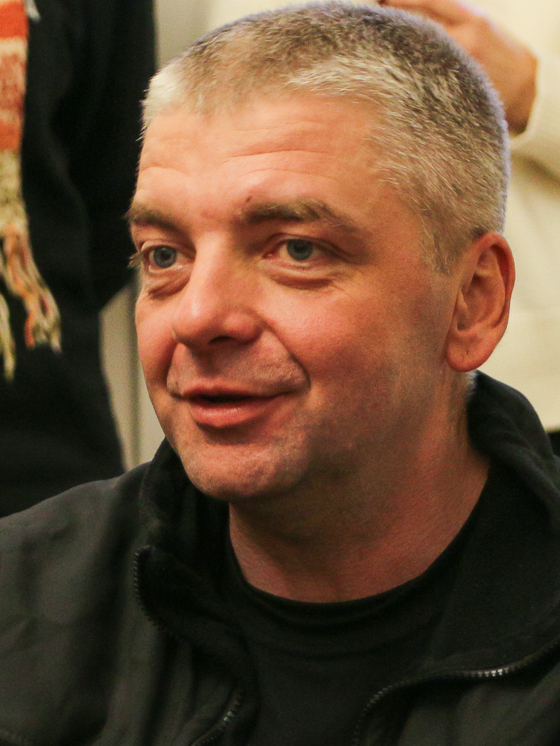
Maksym Butkewytsch im November 2024

Maksym Oleksandrowytsch Butkewytsch (ukrainisch Максим Олександрович Буткевич; geboren am 16. Juli 1977) ist ein ukrainischer Menschenrechtsaktivist und Journalist. Er war Angehöriger des ukrainischen Militärs und von Ende Juni 2022 bis am 18. Oktober 2024 in russischer Kriegsgefangenschaft.

## Herkunft und Ausbildung
Maksym Butkewytsch wurde in eine intellektuelle Familie geboren. In der Kindheit träumte er davon, Kosmonaut zu werden. Das Vorhaben erwies sich jedoch bald wegen den politischen Veränderungen und wegen eines Herzfehlers als unmöglich.

„Es war naiv von mir, im Weltraum einen Ort zu vermuten, in dem es keine Konkurrenz und keinen Hass gibt. Dabei ist dieser Ort da, wo er immer schon war - in uns und nirgendwo sonst.“

1990 gründete er als Siebtklässler während der "Revolution auf Granit" ein gewaltfreies Streikkomitee an seiner Schule.
Sein Studium absolvierte er an der Nationalen Taras-Schewtschenko-Universität Kiew, wo er 1998 einen Abschluss in Philosophie mit den Spezialgebieten Sozialphilosophie und Geschichtsphilosophie erlangte. Als Student war er aktiv in der Studentengewerkschaft "Pryama diya" (Direkte Aktion). An der Universität Sussex erreichte er 2006 einen Master in Anthropologie, mit den Schwerpunkten Entwicklungsanthropologie und Gesellschaftsentwicklung.

## Tätigkeit als Journalist
Ab 1999 arbeitete Maksym Butkewytsch als Journalist und Korrespondent beim ukrainischen Fernsehkanal STB, ab 2001 beim TSN, einem täglichen Nachrichtenprogramm des ukrainischen Senders 1+1TV.
2003 zog er nach Großbritannien und arbeitete als Journalist für den BBC World Service in London. Nach Ende des 18-monatigen Vertrags blieb er in Großbritannien als freier Journalist für Webseiten und Radiostationen.
2006 kehrte er in die Ukraine zurück und wurde Journalist bei der Internationalen Abteilung von TSN, ein Jahr später Korrespondent beim Fernsehkanal Inter TV.
2013 war er Mitbegründer von Hromadske Radio (deutsch: Bürger-Radio), einem unabhängigen, nicht-staatlichen und nicht von Oligarchen abhängigen Radiosender.
2009–12 unterrichtete er an einer Journalistenschule und hielt Gastvorlesungen an der Nationalen Universität Kiew-Mohyla Akademie.

## Politische Tätigkeiten als Menschenrechtsaktivist
Maksym Butkewytsch hat sich unermüdlich gegen Rassismus und alle Formen der Diskriminierung eingesetzt. 2008 war er Mitbegründer und Leiter des Projekts Bez Kordoniv (Ohne Grenzen), das zu einer der bekanntesten NGO-Initiativen der Ukraine wurde und welches zahlreiche Geflüchtete und Asylsuchende aus Zentralasien, Belarus, Russland, dem Nahen Osten und Afrika gerettet, geschützt und unterstützt, sowie ab 2014 ukrainischen Binnenvertriebenen aus der Krim und dem Donbass geholfen hat, ein neues Zuhause zu finden. Die Initiative zielte auch darauf ab, das Asylsystem in der Ukraine zu reformieren und Fremdenfeindlichkeit und Hassrede zu bekämpfen.
Während mehreren Jahren war er Sprecher des Geflüchtetenhilfswerks der Vereinten Nationen (UNHCR) in der Ukraine, Moldau und Belarus.
2007–2008 gehörte er dem Vorstand der ukrainischen Sektion von Amnesty International an.
2012 war er Mitbegründer des unabhängigen Menschenrechtszentrums ZMINA, welches sich für Bürger- und Minderheitenrechte, Gleichberechtigung und Chancengleichheit engagiert. Seit der russischen Invasion bildet die Dokumentation von Kriegsverbrechen einen neuen Schwerpunkt. 
Im Zuge des Euromaidan kämpfte Butkewytsch auch für die Migrierenden in der Ukraine:

„Beispielsweise besetzten wir sofort nach der Flucht von Janukowytsch das Gebäude des Migrationsamts. Diese Besetzung lief völlig friedlich ab. Die Idee dahinter war, die Regierung und die fliehenden Staatsbeamt:innen daran zu hindern, die Akten zu vernichten.“

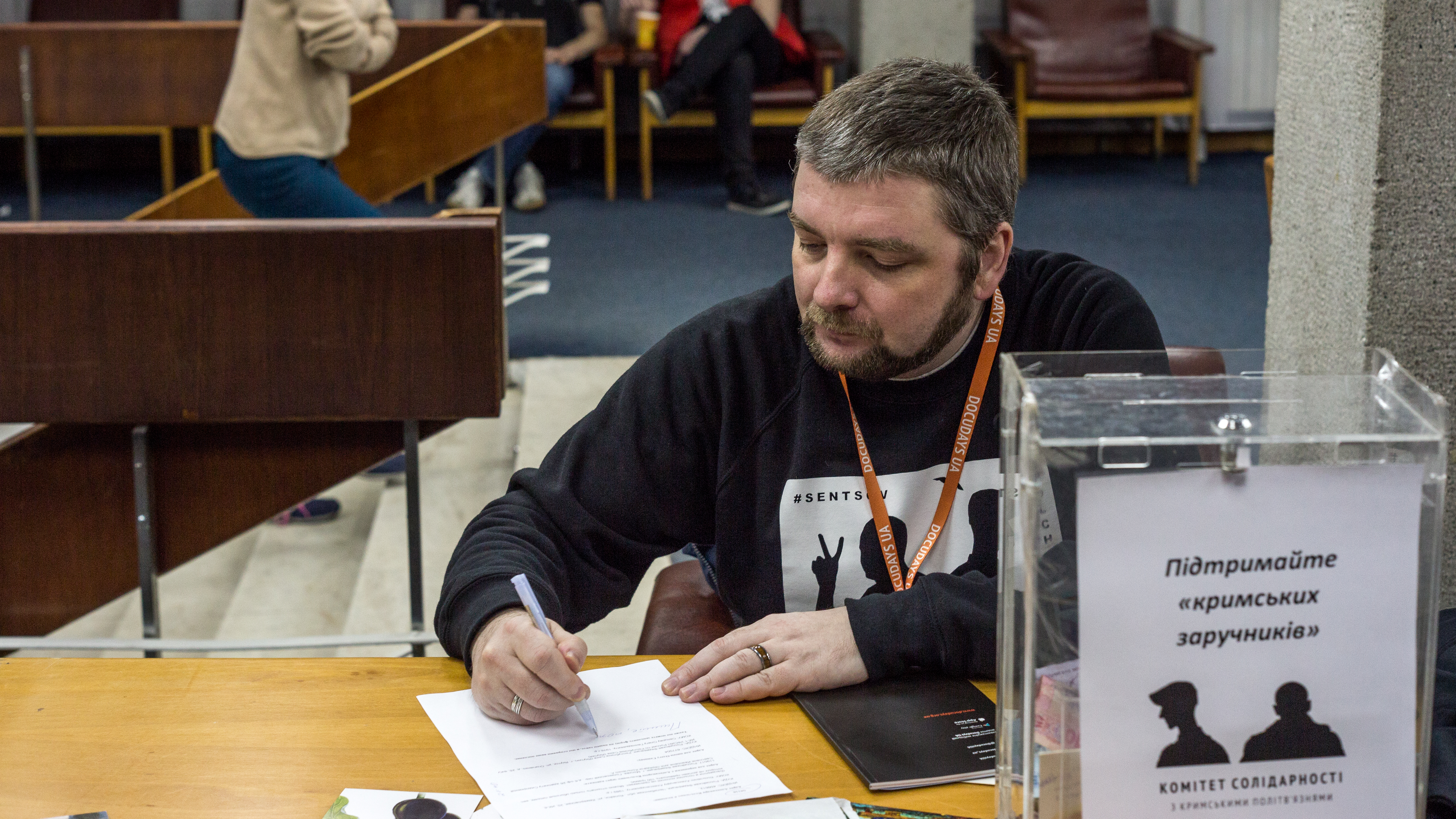
Maksym Butkewytsch 2017 beim Docudays UA International Human Rights Documentary Film Festival

Nach der russischen Besetzung der Krim 2014 gründete er das "Solidaritätskomitee für die Geiseln des Kremls" und kämpfte für die Freilassung ukrainischer politischer Gefangener, darunter Hennadij Afanasjew, Oleh Senzow und Oleksandr Koltschenko aus russischen Gefängnissen.
Er unterstützte die Entstehung des Internationalen Dokumentarfilmfestivals für Menschenrechte, der DocuDays UA, und trat dort als Moderator auf.

## Kriegsdienst, Gefangennahme, Verurteilung und Freilassung
Nach dem Einmarsch Russlands in die Ukraine im Februar 2022 meldete sich Maksym Butkewytsch trotz seiner pazifistischen Überzeugungen freiwillig zu den ukrainischen Streitkräften und wurde zum Kommandeur eines Zuges ernannt. Butkewytsch nahm an der Verteidigung von Kiew teil, und als die russischen Streitkräfte aus der Hauptstadt zurückgedrängt worden waren, wurde er in die Ostukraine geschickt.
In einem Interview mit Tetyana Troshchynska vom 8. April 2022 sagte er:

„Ich hatte schon vor der Grossinvasion beschlossen, zur Armee zu gehen und die Ukraine, Kyjiw und alles, was uns hier wichtig ist, zu verteidigen. Nach dem 24. Februar liess mir mein Herz keine andere Wahl mehr. (...) Seit ich denken kann, bin ich Antimilitarist, und daran wird sich auch nichts ändern. Ich denke, dass militärische Strukturen einen klar umgrenzten Zuständigkeitsbereich haben sollten. Zurzeit fühle ich mich aber am richtigen Platz. (...) Der Krieg ist ein Trauma, eine Tragödie, ein Unglück, er verroht die Menschen. Ich hoffe, er macht uns nicht so grausam, dass wir die Menschenrechte aus den Augen verlieren. Wir führen den Krieg ja genau deshalb, um auch in Zukunft die Werte verwirklichen zu können, für die wir stehen und die uns vom Aggressor unterscheiden.“

Im Juni 2022 wurde er mit 13 anderen Soldaten seines Zuges von der russischen Armee in der Nähe der besetzten Städte Zolote und Hirske in der Region Luhansk im Osten der Ukraine gefangen genommen.
Russische Medien berichteten am 24. Juni 2022 über seine Gefangennahme und veröffentlichten ein Propaganda-Verhörvideo. In diesen russischen Medienmitteilungen wurde Maksym Butkewytsch wegen seines Engagements für die Donbassflüchtlinge und seiner Tätigkeit bei BBC als "Neonazi" und "Britischer Spion" bezeichnet.
Die von Russland eingesetzten Richter in den besetzten Regionen Luhansk und Donezk in der Ukraine verurteilten Butkewytsch im März 2023 wegen erfundener Anschuldigungen zu 13 Jahren Gefängnis unter verschärften Bedingungen.  "(...) ich wurde beschuldigt, gegen die Genfer Konvention verstoßen zu haben, auf deren Grundlage ich zum Kriegsverbrecher erklärt und verurteilt wurde. Das ist das einzige, wofür sie die Genfer Konvention verwenden."
Über das Strafverfahren schreibt Amnesty International: "In den Berichten über das Strafverfahren gegen Maksym Butkevych findet sich nichts, was ihn plausibel mit dem angeblichen Verbrechen in Verbindung bringen würde, abgesehen von seiner auf Video aufgezeichneten selbst belastenden Aussage, die alle Merkmale eines unter Folter oder anderen Formen von Zwang erzwungenen Geständnisses aufweist. Alle bekannten Einzelheiten seiner Gefangenschaft und seines Prozesses deuten durchweg auf zahlreiche Verletzungen seiner Menschenrechte hin, einschließlich seines Rechts auf ein faires Verfahren, sowie auf Verletzungen seiner Rechte als Kriegsgefangener nach dem humanitären Völkerrecht." Maksym Butkewytsch wurde in eine Strafkolonie in der russisch besetzten Region Luhansk in der Ukraine gebracht, und nach dem, was er gesehen hat, insbesondere im Hinblick auf Zivilisten in russischem Gewahrsam, "ist jeder, der sich in den besetzten Gebieten aufhält, eine Geisel des russischen Regimes."
In ihrer Rede bei der Entgegennahme des Friedensnobelpreises am 10. Dezember 2022 beklagte Oleksandra Matwijtschuk das Schicksal der zahlreichen Vorkämpfer für Menschenrechte, die sich ohne rechtlichen Schutz in russischer Gefangenschaft befinden, und nennt Maksym Butkewytsch als Beispiel.
Der SPD-Parlamentarier Frank Schwabe (MdB) hat im Dezember 2022 eine Patenschaft für Maksym Butkewytsch übernommen.
Am 18. Oktober 2024 kehrte Maksym Butkewytsch im Rahmen eines Austausches von 190 Kriegsgefangenen nach über zwei Jahren in die Ukraine zurück.
Nach einer kurzen Rehabilitationsphase von vier Wochen widmet sich Butkewytsch danach wieder dem, was er schon immer tun wollte: der Verteidigung der Menschenrechte. Er konzentriert sich auf den Schutz der Rechte von illegal inhaftierten Zivilisten und Kriegsgefangenen und geht gegen russische Propaganda und Hassreden vor.
Am 18. Februar 2025 berichtete er dem Europäischen Parlament in Brüssel über die unmenschlichen Haftbedingungen in der russischen Kriegsgefangenschaft. Ihm und anderen Ukrainern in derselben Strafkolonie sei vor allem in den ersten sechs Monaten ihrer Haft direkt gesagt worden, dass außer den Gefängniswärtern niemand Zugang zu ihnen haben werde. "Sie benutzen dies als Mittel, um unsere Moral zu untergraben und uns zu erklären, dass sie mit uns alles machen können. Niemand würde davon erfahren, geschweige denn sie dafür zur Rechenschaft ziehen. Und wir wussten, dass es wahr war, weil es wahr war".
Butkewytsch sprach am Mittwoch, dem 5. März 2025, in der Berlin-Brandenburgischen Akademie der Wissenschaften. Er ist Mitglied des Expertenrates des Zentrums für bürgerliche Freiheiten und gehört dem Exekutivrat der Autorenorganisation PEN Ukraine an.
Im Anthea Verlag erschien 2024 das Buch „Maksym Butkevych: Am richtigen Platz“ mit ins Deutsche übersetzten Texten von ihm und über ihn.